# الی دراگو
اِلی دراگو (ایتالیایی: Ely Drago) بازیگر اهل ایتالیا است.
از فیلم‌هایی که وی در آن‌ها نقش داشته است، می‌توان به ۱۶ ساله‌ها و هرکول در جهان خالی از سکنه اشاره نمود.